# 桶川宿

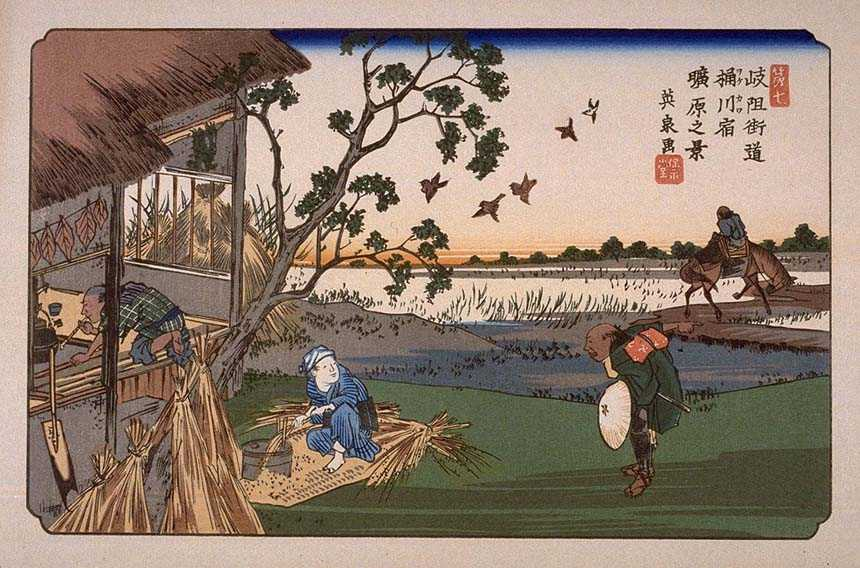
『岐阻街道 桶川宿 曠原之景』
天保6- 8年（1835-1837年）、渓斎英泉 画
簡素な家の庭先で麦の穂をこぐ農婦に、旅人が氷川天満神社（加納天神）への道を尋ねている。桶川宿の北に広がる湿潤な昿原（こうげん）に暮らす庶民を描いた一図である。

桶川宿（おけがわじゅく、おけがわしゅく）は、日本の近世にあたる江戸時代に整備され、栄えていた宿場町。中山道六十九次（木曽街道六十九次）のうち江戸・日本橋から数えて6番目の宿場（武蔵国のうち、第6の宿）。
所在地は、江戸期には東海道武蔵国足立郡桶川郷桶川宿。現在の埼玉県桶川市にあたる。
そこそこの荷物を抱えて江戸・日本橋を出立した旅人がおよそ1日歩き通して日暮れどきを迎え、宿を求めるのがここ桶川あたりであったとされる。

## 特徴

### 地名の由来
「桶川」の地名の由来については諸説ある。最も有力なのは「沖側（オキガワ）」説で、「オキ」を「広々とした田畑」の意とし、その「方向（ガワ）」である「沖側（オキ-ガワ）」が転訛したとするもの。他にも、湿地が多い土地柄で、東に芝川、南に鴨川の水源があることから、「川が起こる」意で「起き川（オキガワ）」とする説などがある。この地名「オケガワ」が初めて文献に現れるのは観応3年（1352年）、足利尊氏が家臣にあてた下文（くだし-ぶみ）であり、そこには「武藏国足立郡桶皮郷内菅谷村（むさし-の-くに あだち-ごおり おけがわ-の-ごう-ない すがや-むら）」とある。

### 江戸から10里、大名の定宿
日本橋から距離にして10里14町（約40.8 km）と、ちょうどそれは江戸を出立した旅人が1日で歩く道程（詳しくは「#中山道の行程」を参照）とおおよそ等しく、江戸方に一つ手前の上尾宿（9里16町、約37.1 km）とともに、宿場町として絶好の位置にあったと言える。また、この距離はフルマラソンともほぼ同じである。
桶川宿は寛永12年（1635年）に設置された。当初わずか58軒に過ぎなかった宿内家数は、「中山道もの」といわれた紅花等の染料や食用農作物の集散地（詳しくは後述）となっていた天保14年（1843年）頃には347軒に達し、経済的にも文化的にも繁栄を見せている。
他の宿場と比較する意味でも重要なのは天保14年の記録 であるが、それによると当時の桶川宿の規模は、宿内人口1,444人、町並み9町半（約1.0 km）、宿内家数347軒であった。本陣は1軒、脇本陣は2軒。府川家が世襲した敷地面積1,000坪余、建坪200坪に及ぶ本陣は、当時の建物の一部が個人宅として現存している。旅籠は36軒あり、当時の建物を残して今日ある「武村旅館」はその中の一軒であった（「#名所・旧跡・文化財・観光施設」に詳細と写真あり）。
加賀前田家を始めとする参勤交代の大名の多くが、桶川宿の府川本陣を定宿としていた。水戸藩第9代藩主・徳川斉昭が足跡を残していることも知られている。また、文久元年11月13日（西暦1861年1月2日）には、皇女・和宮（親子内親王）が公武合体政策の一環で徳川将軍・家茂の御台所として降嫁すべく江戸へ下向の際、宿泊している。

### 農作物集散地、紅花

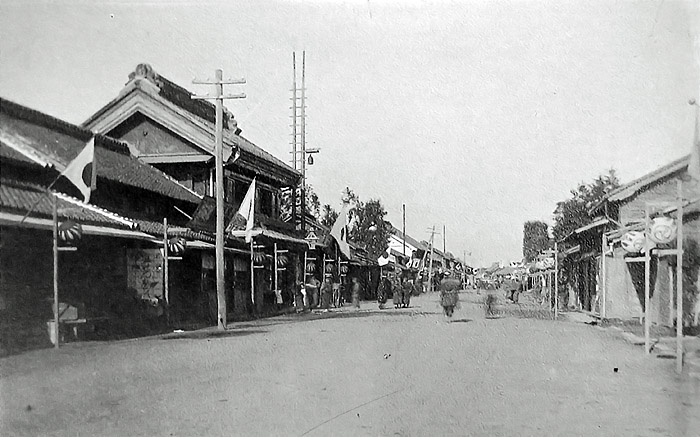
立花町（現在の南町）の中山道の町並み（1907年頃）

桶川宿は近隣の村々で生産された農作物の集散地でもあった。大麦や甘藷（かんしょ。さつまいも）など食用農作物のほか、「武州藍（ぶしゅう-あい）」と呼ばれた染料の藍、「桶川臙脂（おけがわ-えんじ）」と呼ばれた紅花なども取引された。
なかでも紅花は桶川宿を中心とした桶川郷一帯で盛んに栽培され、最上紅花に次いで全国第2位の生産量を誇っていた。桶川郷での紅花の栽培は、桶川郷内の上村（桶川上村〈現・上尾市上地区〉）の農家の七五郎が、江戸の小間物問屋「柳屋」から紅花の種を譲り受けて栽培したのが始まりであると、江戸の勘定奉行の記録に記されている。
出羽国最上郡こと村山地方に比べて気候温暖な桶川周辺の紅花は早く収穫できたため、紅花商人たちからは「早場もの」として喜ばれた。
当時の隆盛は稲荷神社の石灯籠や在地問屋の須田家の古文書、紅花仕入れ帳などの記録に残されている。宿場開設当初の寛永15年（1638年）に58軒であった宿内家数は、天保14年（1843年）には347軒、人口も1,444人に達し、その発展ぶりが伺える。
当時の取引価格は、田1反あたりの米収穫量およそ2両に対し、紅花は倍の4両で取引され、幕末には最上紅花を上回る相場で取引されていて、桶川は紅花がもたらす富によって大いに潤った。遠方の商人も集まるようになると、富とともに文化ももたらされた。今も残る桶川祇園祭の山車の引き回しは京の都から、祭囃子は江戸から採り入れ、桶川で独自に発展した行事である。しかし、明治維新後は化学的合成染料の導入などから衰退し、消滅した。
現在の自治体である桶川市では平成6年（1994年）以来、発展をもたらした紅花を蘇らせ、街づくりのシンボルとする「べに花の郷づくり事業」を展開している。
なお、鉄道と駅（桶川駅）は、明治18年（1885年）3月1日の日本鉄道・品川 - 赤羽支線開業に始まる。

### 女郎買い地蔵
戦国の世ただなかの弘治3年（1557年）の開基と伝える曹洞宗大雲寺は、宿場町の西の外れに位置している。その境内には、「女郎買い地蔵」と呼ばれる1体の地蔵菩薩が鎮座する。
賑わいのある宿場なら多くがそうであるが、ここ桶川の宿にも飯盛女（めしもりおんな）が大勢いて、女色に溺れる男たちを飯盛旅籠に引き入れていた。そのような町で、土地のお地蔵さまが女を買いに出掛けているらしいとの噂が立った。それを耳にした寺の住職は困り果てたが一計を案じ、件（くだん）の地蔵の背に鎹（かすがい）を打ち付け、鎖で縛って動けなくしてしまったとのことである。さても不思議な話ではあるが、実のところは、一人の飯盛女に熱を上げ、通い詰めた若い僧にまつわる小さな事件の顛末（てんまつ）であったらしい。坊主頭を布で隠して人目を忍ぶ様子のこの若者を怪しんでいたある人が、その後をつけてみたところ、最後に大雲寺の中へ帰っていったというのである。このことを知らされた住職は、必ず見つけ出して仕置きすると約束をした。すると、次の日になって、鎹と鎖で動きを封じられたお地蔵さまが立っていたのである。住職は煩悩多き若い僧に、その罪を地蔵菩薩に被っていただくゆえ、以後は心を入れ替えて精進するよう諭し、一件を落着させたのに違いない。地蔵の背には、今も鎹が残っている。

## 名所・旧跡・文化財・観光施設

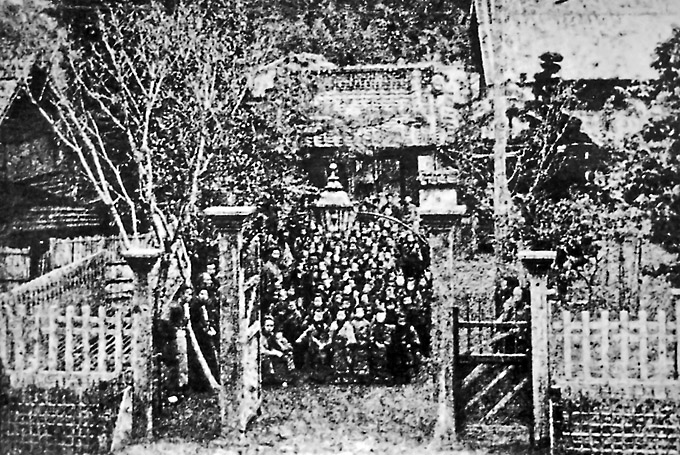
興川学校（明治期）

現在も宿場当時の蔵造りの建物の町並みが残り、文化財に指定されている建物もある。
また、桶川では古くから冠婚葬祭の折に手打ちうどんを振舞う風習があった。今日も手打ちうどんの会などの活動があり、中山道沿いに数軒のうどん屋がある。
- 桶川宿本陣 ：埼玉県指定有形文化財。8代目が府川志風、9代目が府川不莠で俳人であった。平成17(2005)年から平成25(2013)年の秋には、京都茂山家のご協力で、本陣遺構の「上段の間」を舞台にした「かがり火狂言」を開催した。参照：一般公開されている現存の本陣一覧あり（「本陣」）。また明治期には学制頒布によって開校した興川学校が設置された。
- 旅籠などの関連 ：数字は下の画像に対応。
  - 1. 武村旅館 ：江戸末期創業の旅籠で、現在はビジネス旅館として営業中。当時の間取りをほぼ引き継いでおり、国の登録有形文化財に登録されている。
  - 2. 旧・旅籠（小林家）：江戸期には紙屋半次郎なる人が営んでいたという旅籠。外部に旅籠の面影を残す。現在は材木商と喫茶店を営業。
  - 3. 穀物問屋（矢部家）：紅花も扱っていたという穀物問屋。明治中頃の蔵造りの建物を今に残す。旧・旅籠（小林家）の向かい側にあり。
  - 4. 中山道宿場館 ：桶川市観光協会事務局で､１階に中山道桶川宿の観光案内所及び休憩所を設置している｡公共トイレも併設。 なお、中山道宿場館から北本方向に60mの中山道パーキングにも公共トイレがある。

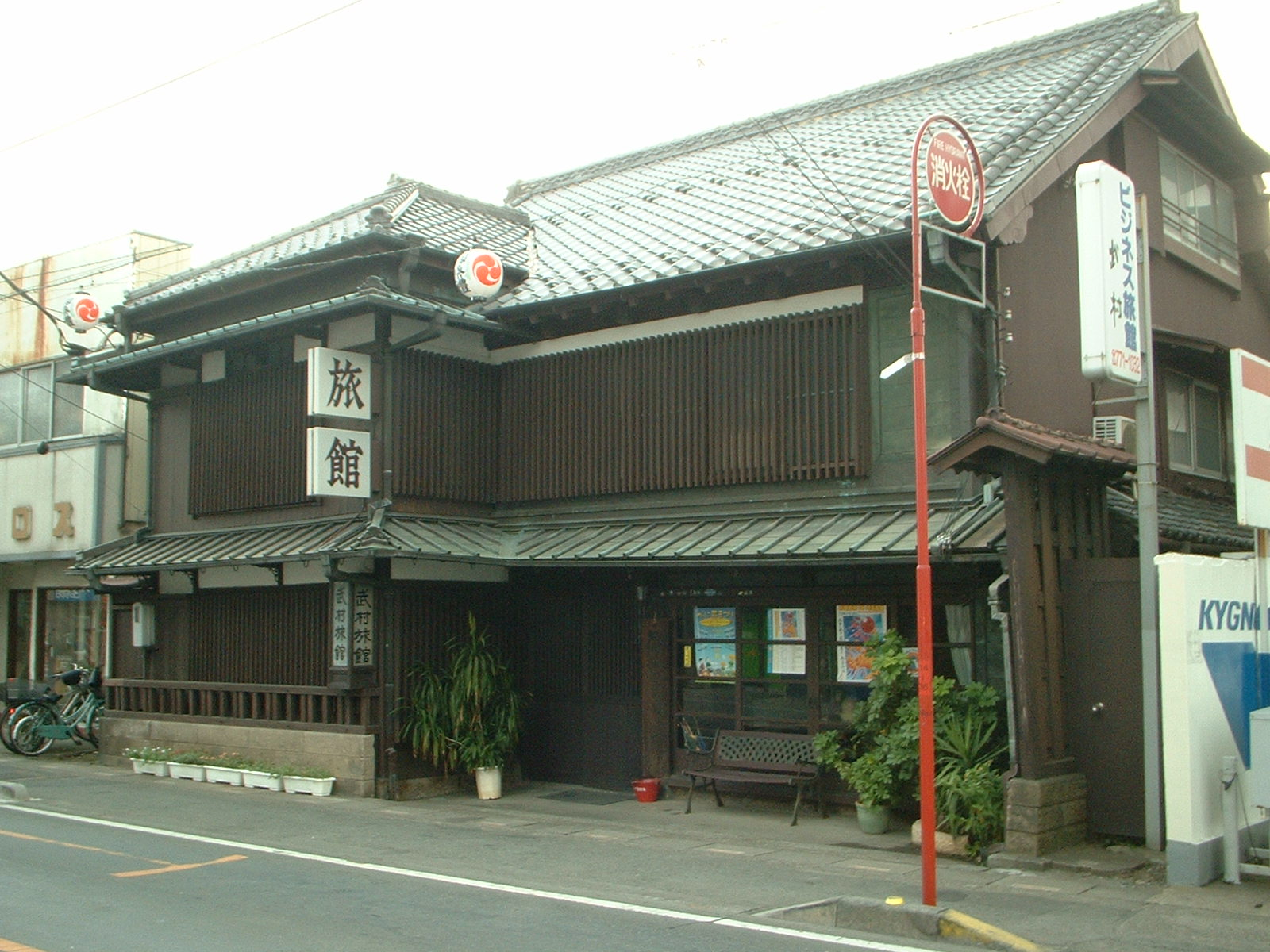
1. 武村旅館
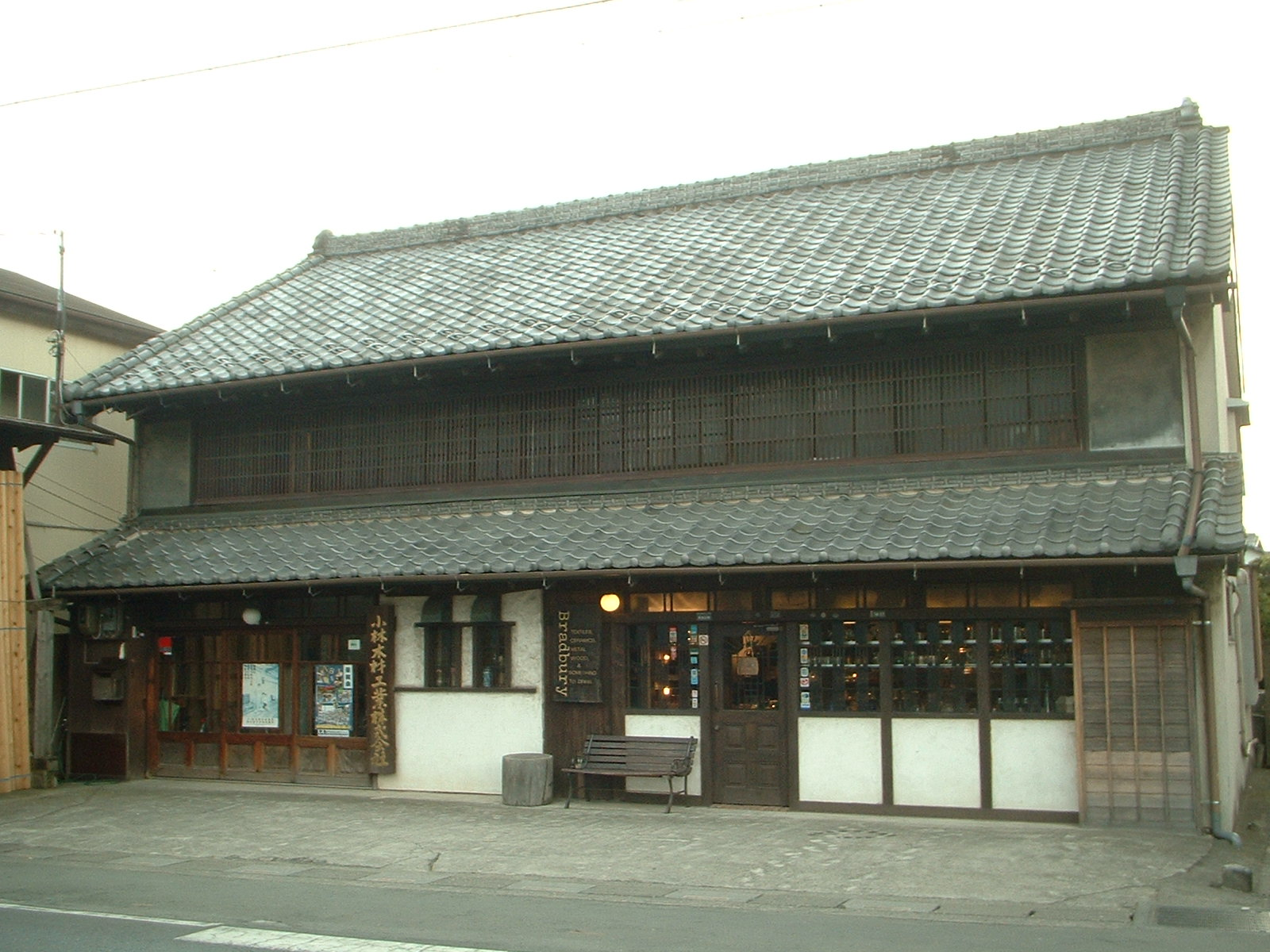
2. 旧・旅籠（小林家）
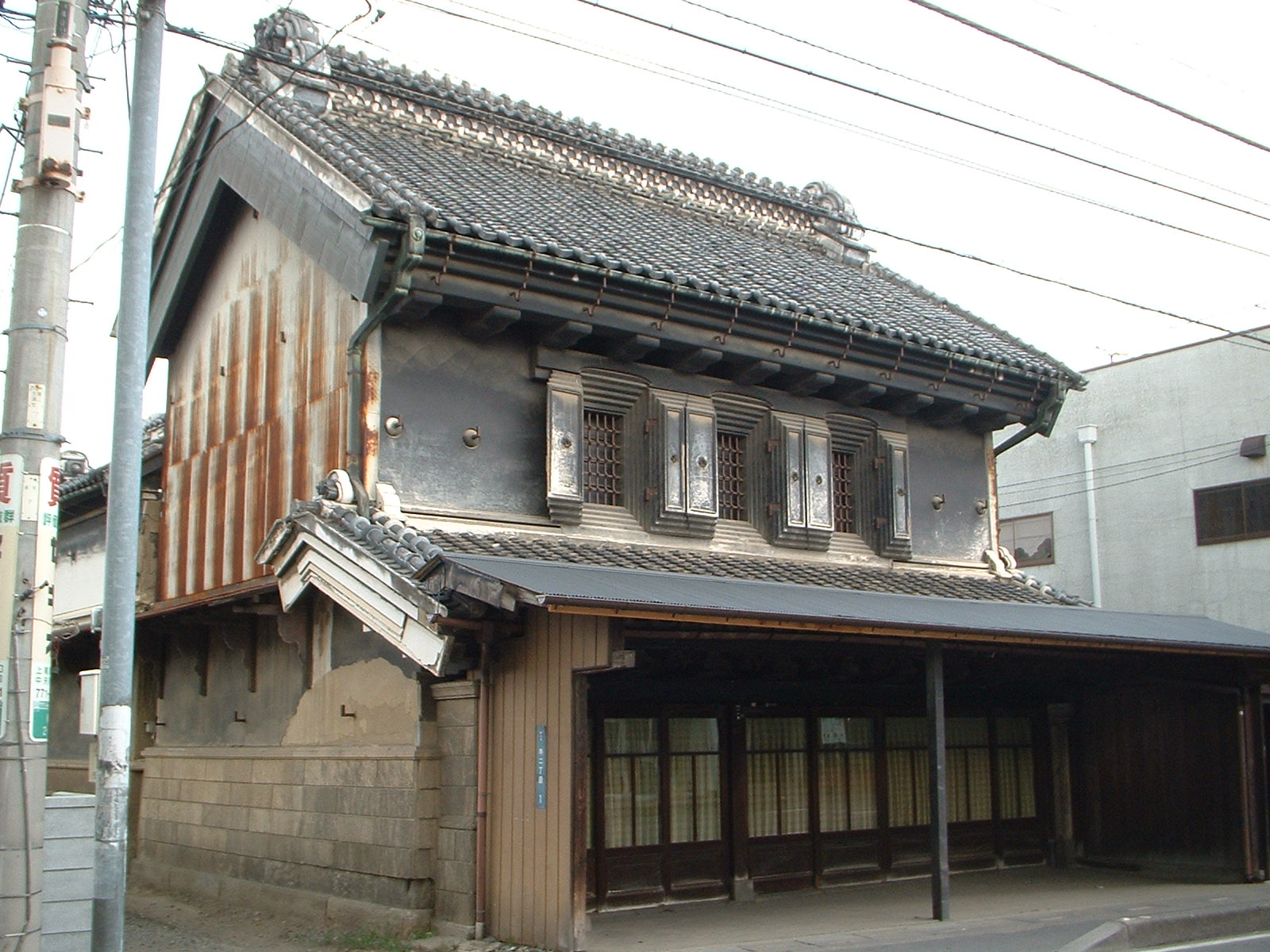
3. 穀物問屋（矢部家）
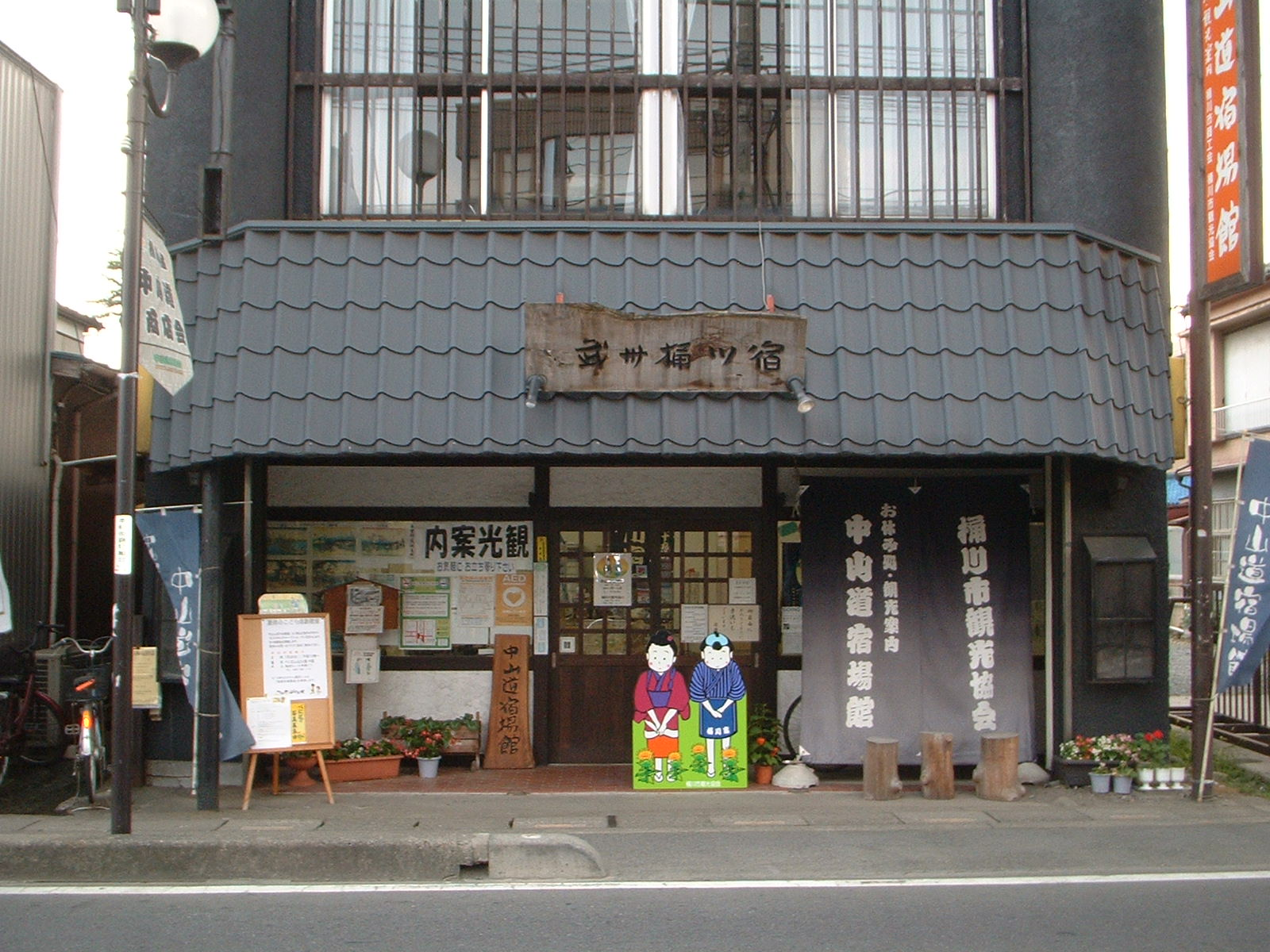
4. 中山道宿場館

- 宿場の出入り口
  - 上の木戸址 ：上の木戸は宿場の上方（京側）の出入り口にあたり、朝夕定時に開閉された。
  - 下の木戸址 ：同じく、江戸方の出入り口の址（あと）。
- 稲荷神社 ：節「#稲荷神社と力石」を参照。
  - 紅花商人寄進の石灯籠 ：安政4年（1857年）の寄進。
  - 重さ日本一の大盤石（力石）
  - 八雲神社と桶川祇園祭 ：節「#八雲神社と桶川祇園祭」を参照。
- 雷電神社
- 氷川天満神社（加納天神）
- 浄念寺
- 大雲寺 ：戦国の世ただなかの弘治3年（1557年）に開基。
  - 女郎買い地蔵 ：「#女郎買い地蔵」参照。
- 旧・桶川町の道路元標 ：桶川駅前の交差点にある。

### 稲荷神社と力石
中山道より奥に入った所にある。2基の石灯籠があり、これは紅花商人24名が寄進したものである。また、拝殿に向かって右側には、重さ日本一といわれる力石（ちから-いし）である、長さ1.25m、幅0.76m、重さ610kgの大盤石 がある。石には「嘉永五年二月 岩槻 三ノ宮卯之助持之」との銘があり、これは、江戸の力持ち・三ノ宮卯之助（地元・岩槻の生まれ。力持ち芸で名を馳せた）が、嘉永5年（1852年）に持ち上げたことを記念し、伝えるものである。
|  |  |  |  |  |

### 八雲神社と桶川祇園祭
上述した稲荷神社の境内にある八雲神社（やくも-じんじゃ）の例祭。この社は、中山道沿いにあった市神社（いち-じんじゃ）が位置的に再開発の妨げになるとの事情から、明治9年（1876年）、稲荷神社境内へ移転されたものである。「#農作物集散地、紅花」の節、および、別項目「桶川祇園祭」も参照のこと。

## 小字
- 相生
- 稲荷前
- 牛久保
- 大久保
- 欠折
- 北原
- 西主浦
- 東主浦
- 神明
- 西原
- 白山
- 浜井場
- 細谷
- 若宮
- 若宮南

## 周辺の村の、近代化にともなう変遷
- 大谷領町谷村 ：大谷領に属していたことからの名前。
- 上日出谷村
- 下日出谷村
- 井戸木村 ：大石村に合併された後、一部が桶川町に編入された（大石村のそれ以外の地域は上尾町と合併した）。井戸木を参照。
- 上村 ：現在は上尾市上地区。
- 南村 ：現在は上尾市南地区。
- 菅谷村 ：かつては桶川郷に属していたが現在は上尾市に入っている）。菅谷を参照。

その後、明治22年（1889年）4月1日に大谷領町谷村・上日出谷村・下日出谷村と合併し、北足立郡桶川町となった。

## 交通の基本情報

### 中山道の行程
- 江戸・日本橋から京・三条大橋までの全行程　135里24町8間（約532.8 km[11]）中
  - 江戸・日本橋 - 桶川宿　10里14町（約40.8 km[12]）
  - 上尾宿 - 桶川宿　34町（約3.7 km[13]）
  - 桶川宿 - 鴻巣宿　1里30町（約7.2 km[14]）
  - 桶川宿 - 京・三条大橋　*115里14町（約453.2 km[15]）
- 江戸期の成人男性は通常、旅の1日におよそ10里（平地を8- 10時間で約40km、時速約4- 5 km）を歩く[16]。
- 中山道の一里塚一覧

### 隣の宿
- 中山道

上尾宿 - 桶川宿 - 鴻巣宿

### 現代の交通
- 鉄道（最寄り駅）
  - JR東日本（東日本旅客鉄道）　■高崎線 桶川駅
- 自動車道路　[note 1]
  - 埼玉県道164号鴻巣桶川さいたま線 ：この区間の中山道の現在の名称。
  -  国道17号 ：中山道と並走。